# Episodi di Streghe (serie televisiva 1998) (sesta stagione)
La sesta stagione della serie televisiva Streghe è composta da 23 episodi ed è stata trasmessa negli Stati Uniti dal canale The WB dal 28 settembre 2003 al 16 maggio 2004.
In Italia è stata trasmessa da Rai 2 dal 12 settembre 2004 al 29 giugno 2005.
L'antagonista principale della stagione è Gideon.
A partire da questa stagione Drew Fuller, già entrato in scena negli ultimi due episodi della stagione precedente, entra nel cast principale e al termine di questa stagione ne esce.
| nº | Titolo originale                    | Titolo italiano                       | Prima TV USA      | Prima TV Italia   |
| -- | ----------------------------------- | ------------------------------------- | ----------------- | ----------------- |
| 1  | Valhalley of the Dolls (1)          | L'isola delle guerriere (1ª parte)    | 28 settembre 2003 | 12 settembre 2004 |
| 2  | Valhalley of the Dolls (2)          | L'isola delle guerriere (2ª parte)    | 28 settembre 2003 | 12 settembre 2004 |
| 3  | Forget Me... Not                    | Qualcosa da ricordare                 | 5 ottobre 2003    | 19 settembre 2004 |
| 4  | The Power of Three Blondes          | La rivincita delle bionde             | 12 ottobre 2003   | 19 settembre 2004 |
| 5  | Love's a Witch                      | Amando una strega                     | 19 ottobre 2003   | 26 settembre 2004 |
| 6  | My Three Witches                    | Fantasie pericolose                   | 26 ottobre 2003   | 26 settembre 2004 |
| 7  | Soul Survivor                       | Anime all'asta                        | 2 novembre 2003   | 3 ottobre 2004    |
| 8  | Sword and the City                  | La spada nella roccia                 | 9 novembre 2003   | 3 ottobre 2004    |
| 9  | Little Monsters                     | Piccolo mostro                        | 16 novembre 2003  | 10 ottobre 2004   |
| 10 | Chris-Crossed                       | Il segreto di Chris                   | 23 novembre 2003  | 17 ottobre 2004   |
| 11 | Witchstock                          | Witchstock                            | 11 gennaio 2004   | 17 ottobre 2004   |
| 12 | Prince Charmed                      | Un principe per Piper                 | 18 gennaio 2004   | 24 ottobre 2004   |
| 13 | Used Karma                          | Mata Hari                             | 25 gennaio 2004   | 24 ottobre 2004   |
| 14 | The Legend of Sleepy Halliwell'     | Il mistero di Sleepy Halliwell        | 8 febbraio 2004   | 31 ottobre 2004   |
| 15 | I Dream of Phoebe                   | Quel genio di Phoebe                  | 15 febbraio 2004  | 31 ottobre 2004   |
| 16 | The Courtship of Wyatt's Father     | Un magico arrivo                      | 22 febbraio 2004  | 8 giugno 2005     |
| 17 | Hyde School Reunion                 | Teenager per caso                     | 14 marzo 2004     | 8 giugno 2005     |
| 18 | Spin City                           | Nella tela del ragno                  | 18 aprile 2004    | 15 giugno 2005    |
| 19 | Crimes and Witch Demeanors          | Streghe sotto processo                | 25 aprile 2004    | 15 giugno 2005    |
| 20 | A Wrong Day's Journey into Right    | Nell'arco di una giornata             | 2 maggio 2004     | 22 giugno 2005    |
| 21 | Witch Wars                          | Reality show                          | 9 maggio 2004     | 22 giugno 2005    |
| 22 | It's A Bad, Bad, Bad, Bad World (1) | Per il bene o per il male? (1ª parte) | 16 maggio 2004    | 29 giugno 2005    |
| 23 | It's A Bad, Bad, Bad, Bad World (2) | Per il bene o per il male? (2ª parte) | 16 maggio 2004    | 29 giugno 2005    |

## L'isola delle guerriere (1ª parte)
- Titolo originale: Valhalley of the Dolls - Part 1
- Diretto da: James L. Conway
- Scritto da: Brad Kern

### Trama
Phoebe ha un nuovo potere, quello dell'empatia, che le permette di percepire i sentimenti delle altre persone. Piper ha aperto un asilo nido al P3 e, a causa dell'incantesimo di Leo, è stranamente sempre felice e non è minimamente preoccupata per la sua scomparsa. Nel frattempo Chris confessa a Phoebe e a Paige che Leo è stato catturato, ma dice di non sapere né da chi, né dove; in realtà è stato proprio lui a mandarlo nell'isola di Valhalla, dove viene tenuto prigioniero dalle Valchirie, che allenano spiriti di guerrieri per la battaglia finale tra bene e male. Le sorelle riescono a scoprire dove si trova Leo, e vanno nell'isola di Valhalla, dove riescono a liberarlo. Ma Piper, che a causa di un incantesimo andato male ha perso del tutto la memoria, si unisce alle Valchirie e rimane con loro nell'isola.
- Special musical guest star: Smash Mouth.
- Guest star: Sandra Prosper (Sheila Morris), Melissa George (Freya), Ivana Miličević (Mist), Colleen Porch (Kára), Stephen Snedden (Chad Carson).
- Altri interpreti: Tracey Aileen Leigh (Leysa), Dan Lemieux (Krueger), Teddy Chen Culver (Asiatico), Aria Wallace (Bambina), Nicole Basanda (Valkyria).
- Non accreditati: Jason & Kristopher Simmons (Wyatt Halliwell), Lee Coleman (Impavido guerriero), Arnold Chon (Samurai), Damion Poitier (Magi guerriero).

## L'isola delle guerriere (2ª parte)
- Titolo originale: Valhalley of the Dolls - Part 2
- Diretto da: James L. Conway
- Scritto da: Brad Kern

### Trama
Phoebe grazie al suo nuovo potere salva Piper. La stessa Piper nel frattempo decide di stare lontana da Leo, per abituarsi alla sua nuova situazione di madre single. Leo non si fida di Chris, e cerca di scoprire chi è stato realmente a rapirlo.
- Guest star: Eric Dane (Jason Dean), Melissa George (Freya), Ivana Miličević (Mist), Colleen Porch (Kára), Evan Marriott (Oscar).
- Altri interpreti: Teddy Chen Culver (Asiatico), Lee Coleman (Impavido guerriero), Arnold Chon (Samurai), Damion Poitier (Magi guerriero).
- Non accreditati: Jason & Kristopher Simmons (Wyatt Halliwell).

## Qualcosa da ricordare
- Titolo originale: Forget Me... Not
- Diretto da: John T. Kretchmer
- Scritto da: Henry Alonso Myers

### Trama
Wyatt viene tolto alle tre sorelle e viene preso dai Pulitori, i quali per togliere tutte le tracce cancellano dalla memoria delle tre streghe sia il bambino sia l'intera giornata in cui avviene il tutto. 
A causa di questo incantesimo Paige e Phoebe non ricordano cose importanti successe al lavoro e l'istinto materno di Piper le fa sentire il pianto di un bambino. Tutto ciò fa capire al Trio che sotto ci deve essere qualcosa di magico, e il fatto di non riuscire a ricordare niente di ciò che è successo il giorno precedente le spinge a formulare un incantesimo per rivivere la giornata appena trascorsa. Capiscono, quindi, che era stato sottratto loro Wyatt, il quale aveva utilizzato i suoi poteri facendo orbitare fuori dal televisore un drago che ha cominciato, pertanto, ad andarsene in giro per la città.
Essendo ormai la magia completamente esposta, i Pulitori devono intervenire per cancellare il ricordo della magia dalla testa delle persone e, ritenendo che Piper non sia in grado di controllare i poteri del figlio, decidono di prendersi anche Wyatt.
Però questa volta le tre sorelle ricordano perfettamente ciò che è accaduto e tentano di tutto per riprendere il bambino. Decidono, perciò, di mostrare la magia in televisione, e in questo modo i Pulitori sono costretti a presentarsi nuovamente per "cancellare" ancora una volta il danno. Ma questa volta le tre streghe li ricattano, dicendo loro che l'unico modo per evitare che tutte e tre continuino ad esporre la magia è restituendo a Piper il bambino. I pulitori, a questo punto, cedono, non potendo cancellare anche le prescelte.
- Guest star: Rebecca Balding (Elise Rothman), Shaun Robinson (Kinesha Robinson), Kirk B.R. Woller (Pulitore), Melissa Greenspan (Flo), Scott Klace (Mr. Stewick), Sarah Aldrich (Natalie), Michael Manuel (Padre), Rick Hall (Meteorologo).
- Altri interpreti: Amanda Sickler (Sophie), Christian Keiber (Frank), Darin Cooper (Pulitore), Andrew Reville (Collaboratore).
- Non accreditati: Jason & Kristopher Simmons (Wyatt Halliwell).

## La rivincita delle bionde
- Titolo originale: The Power of Three Blondes
- Diretto da: John Behring
- Scritto da: Daniel Cerone

### Trama
Le tre sorelle questa volta rischiano grosso a causa di tre streghe (che nel Libro delle Ombre vengono definite di infimo livello): Mitzy, Mabel e Margo Stillman, che con un incantesimo rubano l'identità e i poteri delle Halliwell. Grazie a Chris che le fa litigare la "triscele" sul Libro delle Ombre si divide, come un tempo era successo a Phoebe e Piper con Prue, facendo perdere i poteri alle Stillman; così le tre Sorelle riprendono i loro poteri e le loro identità.
- Guest star: Eric Dane (Jason Dean), Rebecca Balding (Elise Rothman), Jennifer Sky (Mabel Stillman), Jenny McCarthy (Mitzy Stillman), Melody Perkins (Margo Stillman).
- Altri interpreti: Niki Botelho (Elfo bambinaia), Michael Patrick McGill (Ray), Kip Martin (Jack), Joann Sanchez (Lupita), Todd Tucker (Gremlins), Glenn Taranto (Caposquadra), Jernard Burks (Guardia giurata), Bill Smillie (Marito), Gwen Van Dam (Moglie), Robert Alan Beuth (Commesso).
- Non accreditati: Jason & Kristopher Simmons (Wyatt Halliwell).

## Amando una strega
- Titolo originale: Love's a Witch
- Diretto da: Stuart Gillard
- Scritto da: Jeannine Renshaw

### Trama
Paige durante uno dei suoi nuovi lavori viene coinvolta in una faida tra due famiglie, i Callaway e i Montana che si combattono da decenni, quindi Paige cerca di portare la pace tra di loro. Piper grazie a un incantesimo scopre che la colpa è di una terza persona. Mentre sono riunite le due famiglie viene rivelata che è Olivia Callaway, la fidanzata morta di Richard Montana uccisa da suo fratello Steve. Piper propone a Leo di chiudere il loro matrimonio in modo legale con il divorzio.
- Guest star: Balthazar Getty (Richard Montana), Rachelle Lefèvre (Olivia Callaway), James Sutorius (James Callaway) Christine Healy (Rosaline Montana), Marjorie Lovett (Nonna Callaway), Michael Muhney (Seth), Daniel Hagen (Carl), Mako (Stregone).
- Altri interpreti: J. Michael Flynn (Benjamin Montana), David Greene (Steve Montana).
- Non accreditati: Robert Sean Burke (Roy Callaway), Carl Anthony Nespoli (Burt Callaway).

## Fantasie pericolose
- Titolo originale: My Three Witches
- Diretto da: Joel J. Feigenbaum
- Scritto da: Scott Lipsey & Whip Lipsey

### Trama
Chris è preoccupato, le Halliwell antepongono la vita privata ai doveri di streghe. Chiede così a un demone di dar loro una lezione, ma la situazione sfugge, e le sorelle si ritrovano in pericolo mortale. Così Phoebe finisce in un mondo dove il suo più grande desiderio è diventare una star televisiva, coccolata da Jason; Paige in un mondo in cui aiuta con la magia chiunque ne abbia bisogno; e Piper in un mondo senza magia. Alla fine si ritrovano in un unico mondo e riescono a sconfiggere il demone. Leo scopre che è stato Chris a spedirlo a Valhalla e decide di punirlo, ma alla fine rinuncia per accontentare Piper.
- Guest star: Eric Dane (Jason Dean), Desmond Askew (Gith), Gina Ravera (Mary), Kathryn Fiore (Elizabeth), Annabelle Gurwitch (Nina Alter), Kathryn Joosten (Moglie di Charlie).
- Altri interpreti: Sam Vance (Blake), Art Frankel (Charlie).
- Non accreditati: Jason & Kristopher Simmons (Wyatt Halliwell).

## Anime all'asta
- Titolo originale: Soul Survivor
- Diretto da: Mel Damski
- Scritto da: Curtis Kheel

### Trama
In cerca di un lavoro che la tenga lontana dalla magia, Paige viene assunta come segretaria da un giovane e abile affarista; Larry è tormentato da una consapevolezza: da un po' di tempo è soggetto a quello che si dice un "patto faustiano", un'alleanza con il male che, in cambio di anni di successo in carriera, lo costringe ora a morire per rendere l'anima. Viene infatti immediatamente attaccato da un demone, e muore per proteggere Paige da una sfera di energia; dopo il trapasso, però, finisce nelle mani di un diabolico banditore d'aste, che mette in vendita ai demoni anime così sottratte alla vita. Stimolata da Richard, Paige invoca l'anima di Larry, imbattendosi nell'ira di Piper, ma così facendo attira in casa anche Zahn, che, prima di requisire di nuovo l'anima di Larry, spiega alle sorelle che uccidere lui significherebbe condannare automaticamente tutte le anime che hanno firmato il patto. Le insistenze di Piper e Phoebe perché Paige accetti il destino del suo capo vanno tutte a vuoto, e la strega decide di mettere in pratica un ultimo estremo tentativo: firma il patto faustiano offrendosi al suo posto, e incarica Richard di mettere in allarme le sue sorelle perché vadano a salvarla.
Intanto Leo continuando a seguire Chris finisce con lui in un portale del tempo andando prima nella preistoria e poi in un'epoca di guerra per poi tornare con successo.
- Special musical guest star: Steadman.
- Guest star: Balthazar Getty (Richard Montana), Googy Gress (Spencer Ricks), Keith Szarabajka (Zahn), Johnny Sneed (Larry Henderson), Alla Korot (Margaret Henderson), Robert Farrior (Ryan), Brian Wedlake (Brett).
- Altri interpreti: Craig Gellis (Gray), Jean St. James (Avvocato), Simon Brooke (Grimlock), Justine A. Moore (Demone), John Bisom (Soldato confederato), Gwendolyn Osborne (Demone offerente 1), Patrick Stinson (Demone offerente 2)
- Non accreditati: Jason & Kristopher Simmons (Wyatt Halliwell).

## La spada nella roccia
- Titolo originale: Sword and the City
- Diretto da: Derek Johansen
- Scritto da: David Simkins

### Trama
Le Halliwell si recano al Laghetto per incontrare la Signora del Lago. La donna consegna loro una spada, la leggendaria Excalibur, pregandole di custodirla, ma dei demoni la uccidono e la spada finisce in una roccia. Piper prende la spada e scopre che il vero erede è Wyatt.
- Guest star: Balthazar Getty (Richard Montana), Edward Atterton (Mordaunt), Danny Woodburn (Leader dei nani), Mark Aiken (Cavaliere oscuro), Brian Leckner (Capo dei demoni esecutori)
- Altri interpreti: Amanda Sickler (Sophie), Danielle Bisutti (Lady del lago), Lamont Johnson (Demone Fulminatore dell'Anima), Matthew McGrory (Orco), Bjorn Johnson (Satiro), Scout Taylor-Compton (Fata), Simon Brooke (Grimlock)
- Non accreditati: Jason & Kristopher Simmons (Wyatt Halliwell), Todd Tucker (Creeper)

## Piccolo mostro
- Titolo originale: Little Monsters
- Diretto da: James L. Conway
- Scritto da: Julie Hess

### Trama
Le Halliwell trovano il figlio di un demone Manticora e lo portano a casa con loro, nella speranza di poter instradare il bambino verso il bene. Chris cerca di convincerle a sbarazzarsene, ma un altro demone cerca di rapire il piccolo. Piper aiuta il padre del piccolo, che è un umano, a riavere suo figlio salvandolo dalle Manticore. Phoebe decide di rivelare a Jason i propri sentimenti.
- Guest star: Eric Dane (Jason Dean), Seth Peterson (Derek).
- Altri interpreti: Caleeb Pinkett (Virgil), Alec Ledd (Tristan), Armando Pucci (Capitano del vino), Brady Smith (Comandante dello SWAT).
- Non accreditati: Jason & Kristopher Simmons (Wyatt Halliwell).

## Il segreto di Chris
- Titolo originale: Chris-Crossed
- Diretto da: Joel J. Feigenbaum
- Scritto da: James A. Contner

### Trama
Una donna misteriosa proveniente dal futuro di nome Bianca arriva nel presente per togliere i poteri a Chris e per portarlo nel futuro con la forza. Leo scopre che Bianca è in realtà una Fenice che fa parte di una famiglia d'élite assassina di streghe. In una serie di flashback si scopre che Chris e Bianca erano fidanzati nel futuro e che Chris fu mandato indietro nel tempo per impedire che il piccolo Wyatt diventasse cattivo. Incapaci di impedire che Chris ritorni nel futuro con Bianca, Piper, Phoebe e Paige lo aiutano con un incantesimo che gli ridà i suoi poteri e lo fa tornare nel presente. Intanto Piper convince Paige a trasferirsi a casa di Richard, il suo fidanzato, e Phoebe a raggiungere Jason a Hong Kong. Con il Trio diviso il Potere del Trio è in pericolo.
- Guest star: Balthazar Getty (Richard Montana), Rebecca Balding (Elise Rothman), Wes Ramsey (Wyatt da giovane), Marisol Nichols (Bianca), Rebecca McFarland (Lynn), Lisa Kushell (Guida turistica).
- Altri interpreti: Jason Shaw (Greg), Ashlyn Sanchez (Bianca da bambina).
- Non accreditati: Jason & Kristopher Simmons (Wyatt Halliwell).
- Nota: questo è il primo episodio in cui compare Wyatt da adulto.

## Witchstock
- Titolo originale: Witchstock
- Diretto da: James A. Contner
- Scritto da: Daniel Cerone

### Trama
Paige prova un paio di stivali della nonna Penny e si ritrova nel 1967, nell'età dei figli dei fiori. Mentre cerca di tornare nel presente deve impedire a Nigel e Robin che sono due stregoni di cambiare il futuro. Piper e Phoebe la raggiungono e la aiutano. Intanto a casa Leo, Chris e Nonna Penny (chiamata dalle sorelle dopo la sparizione di Paige) si trovano a combattere contro un demone che verrà sconfitto dal Trio ritornato al presente.
- Guest star: Jennifer Rhodes (Penny Halliwell), Patrick Cassidy (Allen Halliwell), Kara Zediker (Penny da giovane), Jake Busey (Nigel), Kam Heskin (Robin)
- Altri interpreti: Peter Pergelides (Guardia), Michael Storer (Operaio), Gabe Vanderwalker (Stoner), Timothy Elwell (Agente), Jill Small (Celine)
- Non accreditati: Jason & Kristopher Simmons (Wyatt Halliwell)

## Un principe per Piper
- Titolo originale: Prince Charmed
- Diretto da: David Jackson
- Scritto da: Henry Alonso Myers

### Trama
Phoebe e Paige fanno un incantesimo per il compleanno della loro sorella, facendo comparire un uomo adatto per Piper. Intanto una setta di demoni, chiamata "l'Ordine" vuole impossessarsi di Wyatt, il piccolo figlio di Piper, per renderlo una creatura cattiva e demoniaca, credendo che il loro leader si sia reincarnato in lui. Le sorelle e Chris cercheranno di impedirlo.
- Guest star: Sandra Prosper (Sheila Morris), Eduardo Verástegui (David Right), Bruce Payne (Leader dell'ordine).
- Altri interpreti: Joseph Hodge (Membro dell'ordine 1), Luke Massy (Membro dell'ordine 2), Joe Cappelletti (Membro dell'ordine 3), Ryan Culver (Uomo nel sogno).
- Non accreditati: Jason & Kristopher Simmons (Wyatt Halliwell).

## Mata Hari
- Titolo originale: Used Karma
- Diretto da: John T. Kretchmer
- Scritto da: Jeannine Renshaw

### Trama
Jason e Phoebe si lasciano quando lui scopre casualmente che lei e le sue sorelle sono streghe. Intanto Richard tenta di liberarsi dal karma familiare tramite un incantesimo, ma accidentalmente passa a Phoebe lo spirito di Mata Hari, spogliarellista ed agente doppiogiochista durante la prima guerra mondiale. Nel frattempo, Piper e Paige cercano di eliminare un gruppo di demoni Sciame che, secondo la lista di Chris, sono una minaccia per la vita di Wyatt.
- Guest star: Eric Dane (Jason Dean), Balthazar Getty (Richard Montana), James Moses Black (leader dei demoni sciame).
- Altri interpreti: David Greene (Steve Montana), Tom Schanley (demone sciame 1), Derek Anthony (demone sciame 2), Jean-Christophe Febbrari (sergente dell'esercito francese).
- Non accreditati: Jason & Kristopher Simmons (Wyatt Halliwell).

## Il mistero di Sleepy Halliwell
- Titolo originale: The Legend of Sleepy Halliwell
- Diretto da: Jon Paré
- Scritto da: Cameron Litvack

### Trama
Le tre streghe indagano sulla misteriosa comparsa di una fantasma/cavaliere senza testa che semina il panico tra i professori della scuola magica.
Durante l'episodio verrà tagliata la testa di ciascuna sorella, ma poi grazie al potere del trio il demone verrà distrutto e tutto ritornerà come prima. Phoebe scopre che Chris è suo nipote.
- Special musical guest star: Ziggy Marley.
- Guest star: Gildart Jackson (Gideon), Christopher Neiman (Sigmund), Betsy Randle (Mrs. Winterbourne), Dean Shelton (Zachary), Adam Hendershott (Slick), Mitchah Williams (Quentin), Elena Finney (Enola), Sarah Rafferty (Carol).
- Altri interpreti: J. Anthony Woods (Herman), Cate Cohen (Insegnante).
- Non accreditati: Jason & Kristopher Simmons (Wyatt Halliwell).
- Nota: questo è il primo episodio in cui compare il nuovo ambiente della Scuola di magia e il personaggio di Gideon.

## Quel genio di Phoebe
- Titolo originale: I Dream of Phoebe
- Diretto da: John T. Kretchmer
- Scritto da: Curtis Kheel

### Trama
Phoebe e Chris cercano di liberare un genio dal suo padrone-demone. Ma il genio è un demone, e Phoebe finisce nella bottiglia al posto suo. Chris, intanto, cerca in tutti i modi di far tornare insieme Piper e Leo e desidera di far dormire insieme i suoi genitori, ma il desiderio viene preso alla lettera e Piper e Leo si addormentano sul divano insieme. Paige a sua volta scopre che Chris è suo nipote.
- Guest star: Balthazar Getty (Richard Montana), Saba Homayoon (Jinny), Mark Deklin (Bosk), Joey Naber (Leader dei 40 demoni ladroni).
- Altri interpreti: Amanda Sickler (Sophie), J. Michael Flynn (Benjamin Montana), David Greene (Steve Montana), Jason Shaw (Greg), Marco Kahn (Demone ladrone).

## Un magico arrivo
- Titolo originale: The courtship of Wyatt's Father
- Diretto da: Joel J. Feigenbaum
- Scritto da: Brad Kern

### Trama
Damien, un angelo nero, manda accidentalmente sia Leo che Piper nella Dimensione Spettrale, facendo credere a Phoebe e Paige che i due sono morti. Nessuno lo sa, ma Gideon ha fatto un patto con gli angeli neri per togliere di mezzo Leo. Nel frattempo, Chris comincia a scomparire e rivela che dovrà essere concepito entro mezzanotte, oppure svanirà per sempre. Un autista di autobus ha un incidente e vede Leo nella dimensione dei fantasmi, spingendo Phoebe e Paige a credere che la sorella e il cognato siano ancora vivi. Clarence rivela a Chris di essere l'Angelo della Morte, e di essere venuto per aiutarlo nel momento della cessazione della sua esistenza. Per fortuna Phoebe e Paige riescono a rintracciare Damien e ad eliminarlo, ritrovando Piper e Leo e facendo ricomparire Chris ma non riuscendo a scoprire chi ha mandato Damien. Gideon cerca di convincere Leo ad andare via e rispettare i suoi doveri di Anziano, in modo da lasciare le sorelle senza protezione. Alla fine, dato che Chris è ancora presente, si scopre che Piper è di nuovo incinta.
- Guest star: Gildart Jackson (Gideon), Edoardo Ballerini (Damien), Lou Beatty Jr. (Clarence), Bruno Gioiello (Leader degli angeli neri), Derrick McMillon (Dottore).
- Altri interpreti: Linda Tran (Sara), Wayne Mitchell (Frank), Ellis E. Williams (Autista), Jon Erik (Angelo nero).
- Non accreditati: Jason & Kristopher Simmons (Wyatt Halliwell).

## Teenager per caso
- Titolo originale: Hyde School Reunion
- Diretto da: Jonathan West
- Scritto da: David Simkins

### Trama
Durante una riunione con i vecchi compagni di classe del liceo, Phoebe si trasforma ad un tratto in se stessa da giovane cioè Phoebe la Matta come la chiamavano, e pronuncia un incantesimo in modo che tutti i suoi ex-compagni di classe si comportino come se fossero ancora giovani. Nel frattempo Piper chiede a suo padre di scoprire come mai Chris la stia evitando e lo stesso Chris racconta al nonno che non vuole affezionarsi troppo a Piper perché ha paura di perderla di nuovo.
- Guest star: James Read (Victor Bennett), Rod Rowland (Rick Gittridge), Jeffrey Pierce (Todd Marks), Claire Rankin (Paula Marks), Lesli Margherita (Ramona Shaw)
- Altri interpreti: Mary-Pat Green (Miss Hickock), Sheila Levell (Stacy)
- Non accreditati: Jason & Kristopher Simmons (Wyatt Halliwell)

## Nella tela del ragno
- Titolo originale: Spin City
- Diretto da: Mel Damski
- Scritto da: Andy Reaser e Doug E. Jones

### Trama
Piper viene rapita ed avvolta in un bozzolo dal Demone Ragno, una creatura che emerge ogni cento anni per nutrirsi di un potente essere magico. Durante l'attacco, Chris rimane infettato dal veleno del Demone, e ciò lo fa tramutare in ragno. Paige chiede aiuto ai suoi amici della foresta mentre lei, Leo e Phoebe cercano di salvare Piper e Chris. Nel frattempo Leo scopre finalmente perché Chris prova risentimento verso di lui e cioè che Leo nel futuro lo trascurava troppo. Piper si rifugia alla Scuola di Magia per cercare di scoprire chi è che vuole far diventare Wyatt malvagio.
- Special musical guest star: Andy Stochansky
- Guest star: Gildart Jackson (Gideon), Christopher Neiman (Sigmund), Jodi Lyn O'Keefe (Demone ragno), Hamilton Von Watts (Dennis), Kieren Hutchison (Mitch), Scott Adsit (Ninfa maschio)
- Altri interpreti: Nathaniel Lamar (Jeremy), David Joseph Steinberg (Riley Fitzpatrick), Matthew McGrory (Orco), Kate Everard (Ninfa), Billy Beck (Rathmere), Danielle Aubry (Fata anziana), Scout Taylor-Compton (Fata), Sonje Fortag (Strega della foresta incantata)
- Non accreditati: Jason & Kristopher Simmons (Wyatt Halliwell)

## Streghe sotto processo
- Titolo originale: Crimes and Witch Demeanors
- Diretto da: John T. Kretchmer
- Scritto da: Henry Alonso Myers

### Trama
Paige e Phoebe aiutano il tenente Darryl Morris a catturare un killer posseduto da un fantasma: nell'operazione il killer muore.
A insaputa delle sorelle un'altra persona, l'ispettrice Sheridan, ha ripreso tutto. I Pulitori intervengono per evitare che la magia venga esposta e fanno accusare Darryl dell'omicidio. L'uomo viene condannato a morte e le sorelle, avvertite dalla moglie di Darryl, si rivolgono a Gideon. Questo convoca un Tribunale magico (composto da due Anziani, Adair e Aramis, e due demoni, Crill e Trask) per evitare l'esecuzione di Darryl e convincerli che l'uomo debba essere liberato. La pubblica accusa è affidata ad una vecchia conoscenza delle sorelle: il demone Barbas.
Quest'ultimo, mostrando cosa è successo in passato, ribalta le accuse e mette sotto processo le Halliwell per abuso dei loro poteri e per aver in passato esposto la magia. Intanto Leo e Chris lavorano insieme per scoprire la verità e vengono a sapere che Barbas verrà liberato dalle fiamme dell'inferno (dove lo avevano spedito le sorelle) se vincerà il processo. Leo e Chris riescono a dimostrare che Barbas ha usato un fantasma per possedere l'ispettore Sheridan ed incastrare le sorelle. A questo punto il tribunale ferma la condanna a morte di Darryl ma, a causa dell'eloquio di Barbas, toglie anche i poteri attivi a Phoebe. 
La puntata termina con un colloquio tra Gideon e Barbas in cui si apprende che Barbas è libero, avendo vinto il processo, e che è a conoscenza del piano di Gideon per impadronirsi di Wyatt.
- Guest star: Billy Drago (Barbas), Sandra Prosper (Sheila Morris), Gildart Jackson (Gideon), Jenya Lano (Ispettore Sheridan), Kirk B.R. Woller (Pulitore), Ian Abercrombie (Aramis), Ken Page (Adair), Christopher Cazenove (Thrask), James Horan (Crill), Keith MacKechnie (Avvocato Clayton), Esteban Powell (Phinks).
- Altri interpreti: Darin Cooper (Pulitore), Dennis Keiffer (Serial killer).
- Filmati di repertorio: Ted King (Andy Trudeau), Julian McMahon (Cole Turner), Keith Diamond (Ispettore Reece Davidson), Nicholas Cascone (Ispettore Miles), Bruce Campbell (Agente Jackman), David Pressman (Edward Miller), Tracey Costello (Marie), D.C. Douglas (Craig), Christopher Shea (Cercatore 1), Wade Williams (Cercatore 2), Bruce Comtois (Delinquente).

## Nell'arco di una giornata
- Titolo originale: A Wrong Day's Journey into Right
- Diretto da: Derek Johansen
- Scritto da: Cameron Litvack

### Trama
Dopo che, per decisione del "Tribunale", sono stati tolti i poteri attivi a Phoebe e dal momento che Piper vive alla scuola di magia per proteggere Wyatt, tutti i problemi con i demoni gravano sulle spalle di Paige che non ha più un momento per se stessa.
Ella invoca l'uomo perfetto per poter trascorrere quei momenti che vorrebbe facessero parte della sua quotidianità. Senza saperlo però, la sorella insieme al suo "uomo perfetto", invoca anche il suo gemello malvagio, Vincent, appartenente alla schiera dei demoni.
Il piano di quest'ultimo è avvicinarsi a Paige facendo leva sul suo "lato oscuro" e sul fatto che lei, nel profondo del suo animo, vorrebbe poter esercitare la magia senza dover rinunciare alla sua stessa vita, per uccidere poi il Trio. Vincent plagia Paige e la porta con sé negli inferi.
Vincent e l'uomo perfetto, in quanto evocati, non sono reali e quindi sono ineliminabili prima dello scadere del tempo dell'incantesimo.
Phoebe, con l'aiuto di Chris, prepara una pozione per rendere reale Vincent e la testa sul suo gemello buono che diventa così reale. Mentre cerca Vincent Chris viene arrestato per furto d'auto e verrà messo in prigione dato che questa volta l'ispettore Darryl non coprirà la magia. Verrà fatto evadere da Leo, che infine cancellerà i ricordi dei coinvolti al fine di evitare a Chris una sentenza. Chris riesce finalmente a chiamare Leo "papà".
Per salvare Paige Leo, Chris e Phoebe architettano un piano: sapendo che Paige sarebbe andata a prendere Piper per condurla segretamente da Vincent, Phoebe si infiltra nella setta di Vincent. Una volta che Piper viene imprigionata dalla stessa Paige, Phoebe entra in azione: prima uccide le ragazze della setta, poi libera Piper che fa esplodere Vincent liberando in questo modo Paige dall'incantesimo. Intanto tra Leo e Chris sembra esserci un riavvicinamento..
- Guest star: Gabriel Olds (Vincent buono\Vincent cattivo), Christopher Neiman (Sigmund), Jennifer O'Dell (Elisa), Chad Gabriel (Blake)
- Altri interpreti: Sy Richardson (Padre Wilkins), Amy Bernhardt (Demonatrix 1), Annie Wersching (Demonatrix 2)
- Non accreditati: Jason & Kristopher Simmons (Wyatt Halliwell)

## Reality Show
- Titolo originale: Witch Wars
- Diretto da: David Jackson
- Scritto da: Krista Vernoff

### Trama
Mentre Phoebe si avvicina pian piano a scoprire la verità su chi vuole eliminare il piccolo Wyatt, Gideon (l'Anziano che persegue proprio questo obiettivo) prende accordi con i demoni organizzatori di un reality show demoniaco, il "Witch Wars" per fare in modo che le indagini delle Sorelle non portino a lui ma che si concentrino proprio su questi demoni. Così il Trio si ritrova, a propria insaputa, protagonista di questo reality nel quale demoni di livello superiore devono cercare di uccidere le Streghe impossessandosi così "delle loro vite, dei loro poteri e come ultimo, ma non meno importante, della loro progenie". Sarà anche grazie all'immancabile aiuto di Leo e Chris che Phoebe e Paige riusciranno a sconfiggere i Game Master (gli organizzatori del reality): vittoria che però farà credere loro di aver avuto la meglio su chi vuole il male di Wyatt mentre Gideon potrà ancora portare avanti il suo piano per eliminare il piccolo.
- Guest star: Gildart Jackson (Gideon), Christopher Neiman (Sigmund), Betsy Randle (Mrs. Winterbourne), Jim Pirri (Corr), Elaine Hendrix (Clea), Bodhi Elfman (Kyle Donie), Vicki Davis (Tali), David Ramsey (Demone di alto livello), Steve Cell (Demone apprendista)
- Altri interpreti: Paul Vinson (Rork), Daniel Blinkoff (Thor), Kevin Grevioux (Demone bruto), Steve Gibbons (Demone camaleonte), James Joseph O'Neil (Angelo nero)
- Non accreditati: Jason & Kristopher Simmons (Wyatt Halliwell), Petra Sprecher (Giocatrice di biliardo)

## Per il bene o per il male? (1ª parte)
- Titolo originale: It's a Bad, Bad, Bad, Bad World - Part 1
- Diretto da: Jon Paré
- Scritto da: Jeannine Renshaw

### Trama
Manca ormai poco alla nascita del piccolo Chris e, credendo di aver salvato Wyatt dal male, per il Chris venuto dal futuro è venuto tempo di ritornare a casa sua. Per fare questo Paige, Phoebe e Leo preparano una porta spazio-temporale che permetta a Chris di tornare nel futuro. La pozione, però, non funziona perché è lo stesso Gideon ad annullarne segretamente l'effetto, costringendo le Streghe ad usare una formula da lui scritta. E così si apre una porta spazio-temporale e Chris (accompagnato da Leo, che vuole essere certo che tutto vada bene) si ritrova in un mondo parallelo, speculare al nostro e in cui tutto è l'esatto opposto: i buoni sono cattivi e i cattivi sono buoni, ma ogni gesto, ogni azione ed ogni pensiero sono uguali per i due mondi. Così, come i Chris e Leo buoni si ritrovano nel mondo cattivo, quelli cattivi si ritrovano nel mondo buono. Seguendo il consiglio di Gideon (che a questo punto scopriamo essere "aiutato" nel suo piano dal suo "parallelo malvagio"), Paige e Phoebe (dopo aver imprigionato i Chris e Leo cattivi) si recano nel mondo parallelo, con lo scopo di riportare a casa i Leo e Chris buoni e di far tornare a casa loro quelli cattivi. Li troveranno negli Inferi, al cospetto di Barbas (il demone della paura che però, nel mondo parallelo, è un dio, il dio della speranza) e qui verranno raggiunte dalla Paige e Phoebe cattive. Dopo una lotta senza vincitori né vinti (le sorelle pensano e agiscono in ugual maniera, quindi nessuna può vincere) Barbas mette in guardia Leo e Chris dal fatto che è lo stesso Gideon a voler uccidere Wyatt. Nel frattempo, nel "nostro mondo", il piano dell'Anziano va a gonfie vele: come previsto Piper è stata colta dalle doglie e portata in ospedale, e finalmente Gideon resta solo con Wyatt. Il piccolo fa uso del suo scudo protettivo, ma Gideon riesce a neutralizzarlo; proprio mentre Gideon sta per uccidere il piccolo Wyatt compaiono le due Paige e le due Phoebe, insieme e Chris e Leo e con una formula magica riescono a farlo scomparire (non avendolo però eliminato). Avendo fatto questo nel mondo parallelo, stessa cosa è avvenuta nel nostro mondo, così Wyatt è salvo. Unendo il "potere delle quattro",  Phoebe e Paige riescono a ritornare nel loro mondo arrivando alla conclusione che, se la Piper del mondo parallelo ha le doglie, anche quella del mondo normale deve averle, quindi decidono di dirigersi in ospedale al suo capezzale prima che nasca il piccolo Chris. Uscendo di casa, però, si rendono conto che c'è qualcosa che non va: tutti sembrano buoni, troppo buoni, e la vicina di casa delle Halliwell (in perenne litigio con Phoebe che parcheggia sempre l'auto di fronte al suo vialetto) corre incontro a Phoebe con fare festoso. Poco dopo arriva anche un poliziotto (lo stesso che multa perennemente Phoebe dietro denuncia della vicina) che spara un colpo nel ventre della Strega.
- Guest star: Billy Drago (Barbas), Sandra Prosper (Sheila Morris), Gildart Jackson (Gideon), Jenya Lano (Ispettore Sheridan), Betsy Randle (Mrs. Winterbourne)
- Altri interpreti: Lorna Scott (Mrs. Noble), Blake Robbins (Agente di pattuglia)
- Non accreditati: Jason & Kristopher Simmons (Wyatt Halliwell)

## Per il bene o per il male? (2ª parte)
- Titolo originale: It's a Bad, Bad, Bad, Bad World - Part 2
- Diretto da: James L. Conway
- Scritto da: Curtis Kheel

### Trama
Compiendo, infatti, un atto particolarmente buono nell'universo malvagio, si è spezzato quel sottile equilibrio che intercorreva fra i due universi paralleli, rendendo il mondo normale buono e stucchevole al punto che ogni minima infrazione è punito con la pena corporale se non addirittura con la morte. Leo, che comprende la situazione, arriva immediatamente sul posto e cura Phoebe salvandole la vita. Intanto Gideon, fallito il suo primo tentativo di eliminare Wyatt, si reca negli Inferi per cercare la complicità di Barbas, il demone della paura, al fine di ripristinare il bilancio di bene e male fra i due mondi e di sbarazzarsi del figlio di Piper. Il demone, trovando la situazione vantaggiosa, persuade proprio Piper, vittima di quel mondo così mieloso, a rendere anche le sorelle "felici" così da non averle d'intralcio. L'ultima persona ad intromettersi fra Gideon e il bambino è Leo che viene paralizzato dalla visione della sua peggiore paura indotta da Barbas: suo figlio grande e ormai asservito al male. Reso anche Leo inoffensivo, Gideon si introduce in casa Halliwell per rapire il bambino, lo porta via e riduce in fin di vita Chris. Leo cerca Paige e Phoebe e riesce a farle rinsavire annullando l'incantesimo e insieme tentano di progettare un piano per salvare le vittime di Gideon. Leo non riesce, però, a trovare l'Anziano in tempo e Chris muore fra le braccia del padre che, furioso, si reca negli Inferi a rintracciare Gideon. Dando prova ancora una volta del suo grande potere, Wyatt orbita più volte lontano dall'Anziano permettendo così al padre di trovarlo e, una volta raggiunto Gideon che si apprestava ad eliminare il bambino, Leo lo uccide, anche con la complicità della sua controparte malvagia. Compiendo un atto riprovevole nel mondo buono, Leo riesce a ristabilire l'equilibrio. Piper intanto è in sala operatoria sorvegliata dalle sue sorelle e, malgrado alcune complicazioni durante il parto, dà alla luce Chris.
- Guest star: Billy Drago (Barbas), Gildart Jackson (Gideon), Wes Ramsey (Wyatt da giovane), Jenya Lano (Ispettore Sheridan), Jim Abele (Dr. Roberts), J. Lamont Pope (Mike), John Richard Todd (Anziano), Kerry O'Malley (Infermiera)
- Altri interpreti: Samantha Miller (Cindy), Kristopher Logan (Demone cannibale 1), Dayna Devon (Demone cannibale 2)
- Non accreditati: Jason & Kristopher Simmons (Wyatt Halliwell) Lorna Scott (Mrs. Noble)